# Gonggar
Gonggar (en tibetano, གོང་དཀར་རྫོང་།; wylie, gong dkar rdzong; literalmente, ‘la cima blanca de la montaña’; en chino, 贡嘎县; pinyin, Gònggá xiàn léase Kong-Kar) es un condado bajo la administración directa de la Prefectura Shannan en la Región autónoma del Tíbet, República Popular China. Su área es 2385 km² y su población total para 2010 fue cercana a los 50 mil habitantes.

## Administración
El condado de Gonggar se divide en 9 pueblos que se administran en 5 poblados y 4 villas.